# Mary Margaret Kaye
Mary Margaret Kaye, detta Mollie (Simla, 21 agosto 1908 – Lavenham, 29 gennaio 2004), è stata una scrittrice inglese.
Il libro che le fece acquistare la fama internazionale fu Padiglioni lontani (The Far Pavilions), pubblicato nel 1978.

## Vita
M. M. Kaye nacque il 21 agosto 1908 in India a Simla, città destinata alla residenza estiva del viceré britannico, da genitori inglesi e trascorse la sua infanzia e i suoi primi anni di matrimonio qui. I legami con il paese di nascita furono molti: infatti suo nonno, suo padre, suo fratello e successivamente anche suo marito fecero parte del Raj Britannico; inoltre il nonno di suo cugino descrisse in due libri, i Moti indiani del 1857(chiamati anche Rivolta dei Sepoy) e la prima guerra Afgana del 1832.
Dopo l'indipendenza dell'India nel 1947, suo marito, Goff Hamilton il Maggior generale del Corpo delle Guide della Regina Vittoria (esercito citato anche nel libro Padiglioni Lontani), entrò nell'esercito inglese, il cosiddetto British Army, e Mary dovette seguirlo nei suoi spostamenti in Kenya, a Zanzibar, in Egitto, a Cipro e in Germania.
Ebbe anche due figlie, Carolyn e Nicola, e due nipoti, James e Mollie.
Acquisì fama mondiale con il libro Padiglioni lontani, che riscontrò, poco tempo dopo la sua pubblicazione, un grandissimo successo: negli Stati Uniti rimase primo nella lista dei best seller per mesi, e fu tradotto in tutto il mondo.
Ebbe un ulteriore successo con il libro L'ombra della Luna (Shadow of the Moon), che fu seguito da Trade Wind.
Scrisse anche molti altri libri nella sua vita, che spaziano da autobiografie a piccole novelle.
Nel marzo del 2003, M.M. Kaye fu premiata con il Colonel James Tod International Award dalla Maharana Mewar Foundation di Udaipur, Rajasthan, per il suo "contributo al valore permanente che riflette lo spirito ed i valori di Mewar".

## Opere

### Autobiografie: Share of Summer
- Parte 1: The Sun In The Morning 1990
- Parte 2: Golden Afternoon 1997
- Parte 3: Enchanted Evening 1999

### Romanzi Storici
- Padiglioni lontani 1978
- L'ombra della Luna 1957, ripubblicato nel 1979
- Vento dell'Est 1963, ripubblicato nel 1981

### Romanzi Thriller: The Death in... Series
- Death in the Andamans 1960, ripubblicato nel 1985
- Morte a Berlino 1955, ripubblicato nel 1985
- Delitto a Cipro 1956, ripubblicato nel 1984
- Morte in Kashmir 1953, ripubblicato nel 1984
- Morte in Kenya 1960, ripubblicato nel 1983
- Morte a Zanzibar 1959, ripubblicato nel 1983

### Altri Romanzi
- Six Bars at Seven 1940
- Strange Island 1944
- Wound of Spring 1961, mai pubblicato

### Storie per i bambini
- Black Bramble Wood 1938 - scritto come Mollie Kaye, illustrato da Margaret Tempest
- Gold Gorse Common 1945 - scritto come Mollie Kaye, illustrato da Margaret Tempest
- The Ordinary Princess 1980 - scritto e illustrato da M M Kaye
- Potter Pinner Meadow 1937 - scritto come Mollie Kaye, illustrato da Margaret Tempest
- Thistledown 1981 - scritto e illustrato da M M Kaye
- Willow Witches Brook 1944 - scritto come Mollie Kaye, illustrato da Margaret Tempest

### Serie televisive
- Padiglioni Lontani 1984 (Realizzato anche come un film Blade of Steel); Trasmesso in Inghilterra dalla rete Channel 4 il 3 gennaio 1984,l'8 ottobre 1985 e il 7 febbraio 1988
Cast:
  - Ben Cross - Ashton 'Ash' Pelham-Martyn
  - Amy Irving - Principessa Anjuli
  - Christopher Lee - Kaka-ji Rao
  - Benedict Taylor - Wally
  - Rossano Brazzi - Rana of Bhithor
  - Saeed Jaffrey - Biju Ram
  - Robert Hardy - Comandante
  - Sneh Gupta - Shushila
  - Omar Sharif - Koda Dad
  - John Gielgud - Major Sir Louis Cavagnari
  - Jennifer Kendal - Mrs. Viccary
  - Felicity Dean - Belinda Harlowe
  - Peter Arne – Generale
  - Adam Bareham - Jenkins
  - Caterina Boratto - Mrs. Chiverton
- The Ordinary Princess 1984; Trasmesso in Inghilterra dalla BBC